# ملعب الاتحاد الليتواني
ملعب الاتحاد الليتواني لكرة القدم أو ملعب إل إف إف كان يعرف سابقا باسم ملعب فيترا، هو ملعب متعدد الاستخدام في فيلنيوس، ليتوانيا. يسع لجلوس 5,500 متفرج. بني في عام 2004 وتم تجديده في 2011.